# Eburodacrys callixantha
Eburodacrys callixantha es una especie de escarabajo longicornio del género Eburodacrys, tribu Eburiini, subfamilia Cerambycinae. Fue descrita científicamente por Bates en 1872.

## Descripción
Mide 13,78-17 milímetros de longitud.

## Distribución
Se distribuye por Colombia, Costa Rica, Guatemala, Honduras, México, Nicaragua, Panamá y Venezuela.